# Église Saint-Vincent du Mas-d'Agenais
Pour les articles homonymes, voir Église Saint-Vincent.
L'église Saint-Vincent est une église catholique située dans la commune du Mas-d'Agenais, dans le département de Lot-et-Garonne, en France.

## Localisation
L'église se trouve dans le centre de la ville, sur la place du Marché.

## Historique
Construite entre la fin du XIe et le début du XIIe siècle, l'église est décorée de chapiteaux historiés romans (scènes vétéro-testamentaires dans l'absidiole et le bas-côté sud ; scènes néo-testamentaires dans le bas-côté nord et sur l'arc triomphal ; scènes non-bibliques dans la nef) et de vitraux du XIXe siècle (légende de saint Vincent du Mas).
L'édifice est classé au titre des monuments historiques par liste de 1840.

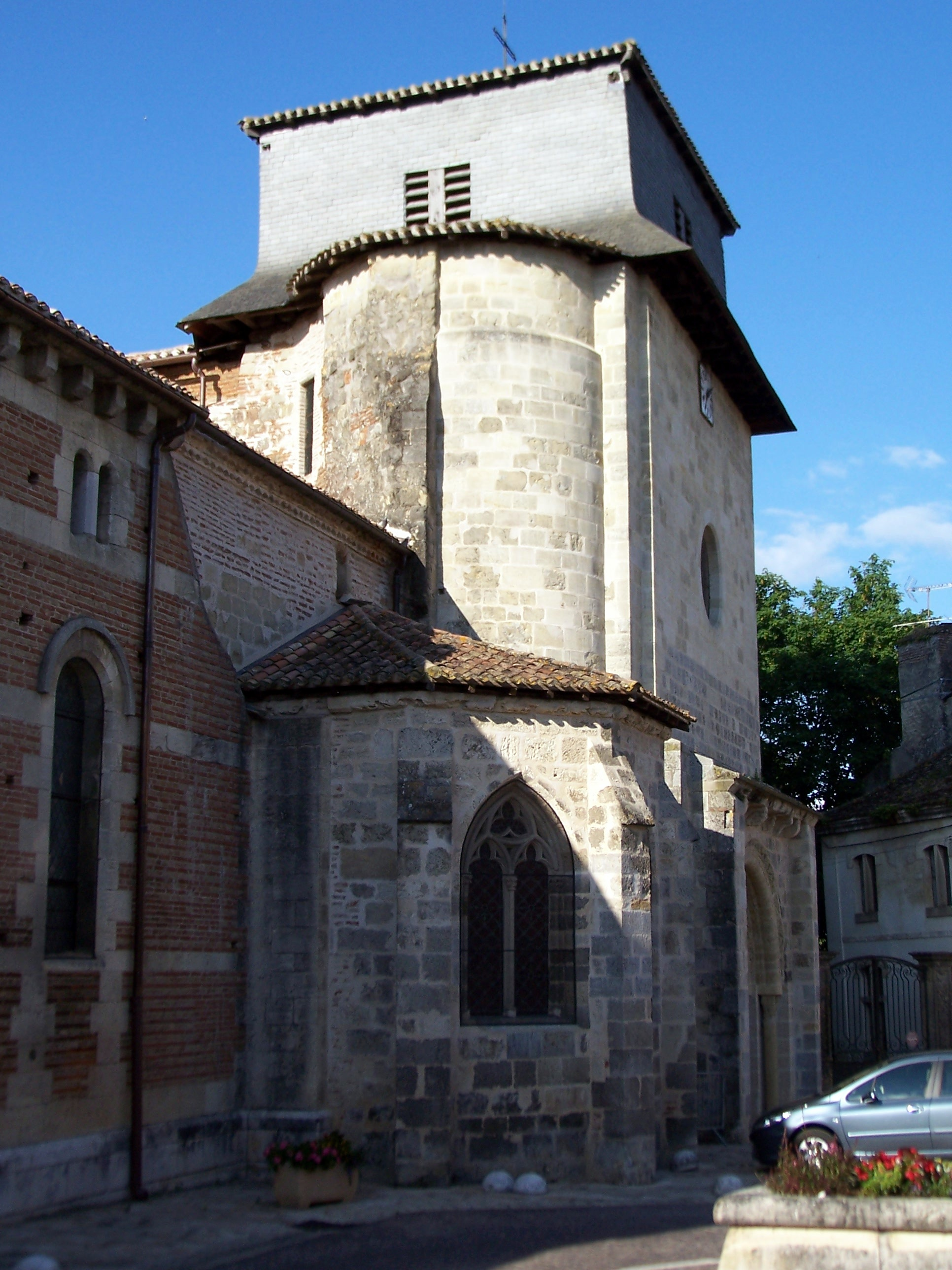
L'église Saint-Vincent, entrée sud
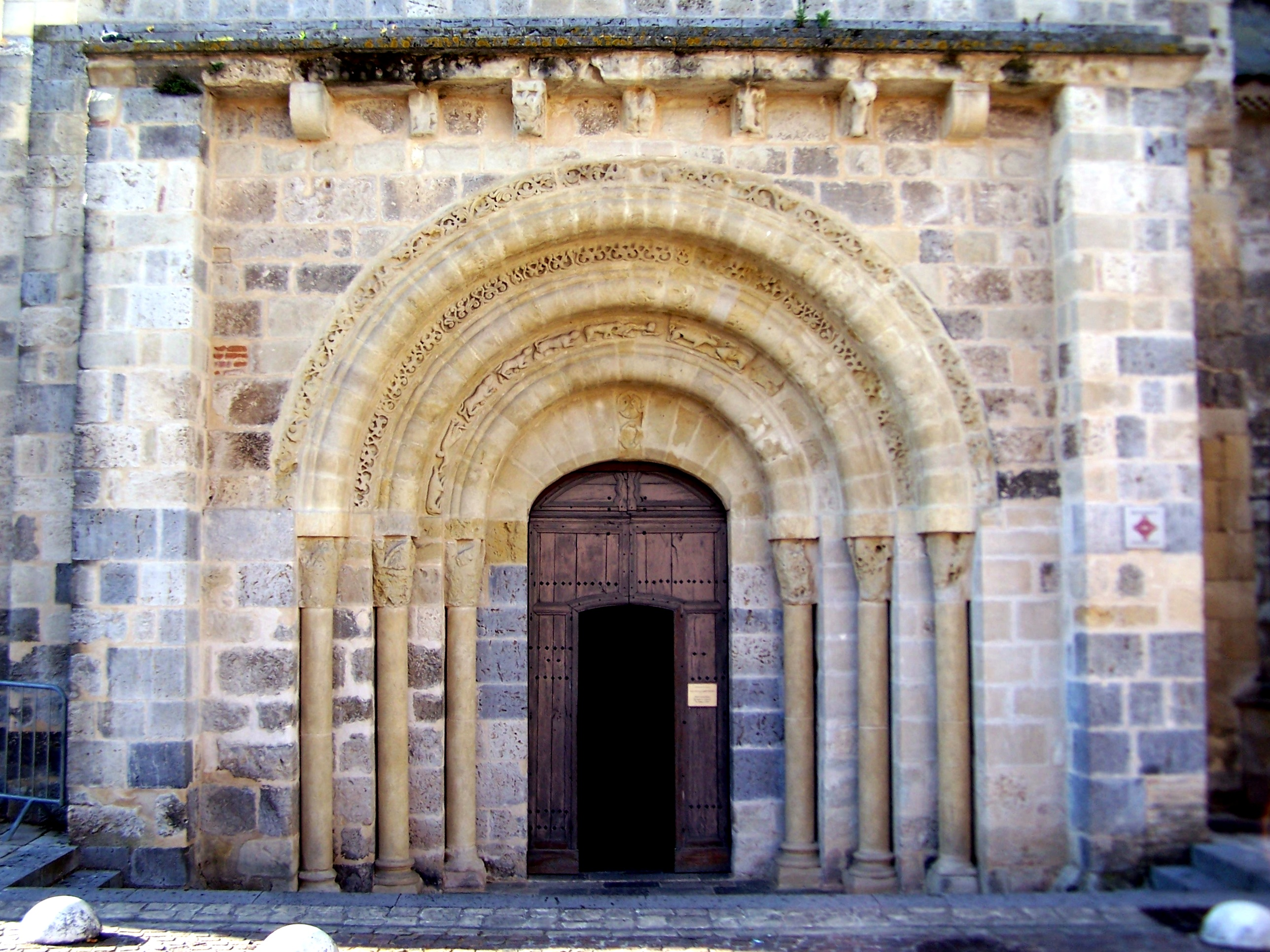
Le porche latéral de l'église
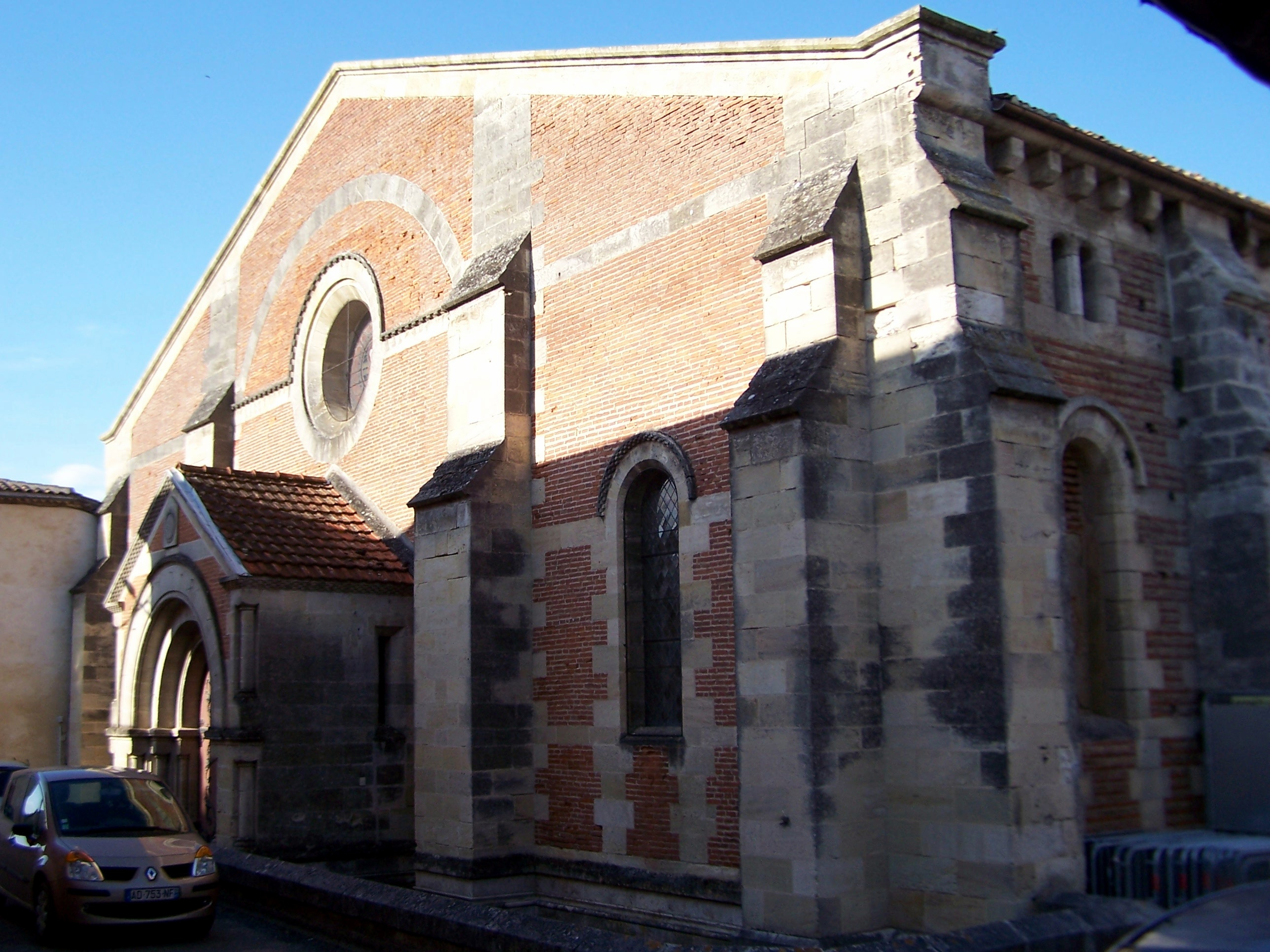
La façade ouest
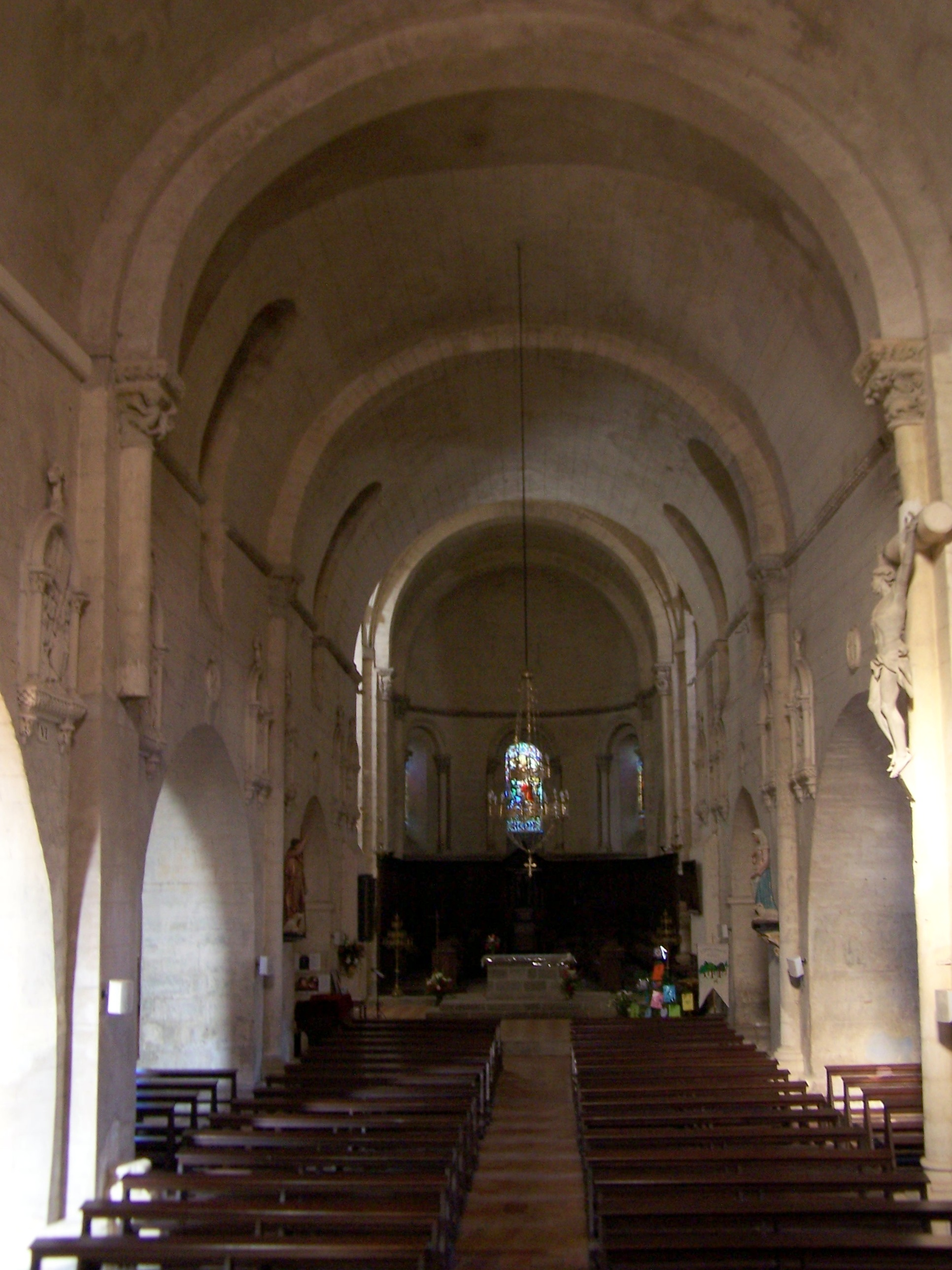
La nef
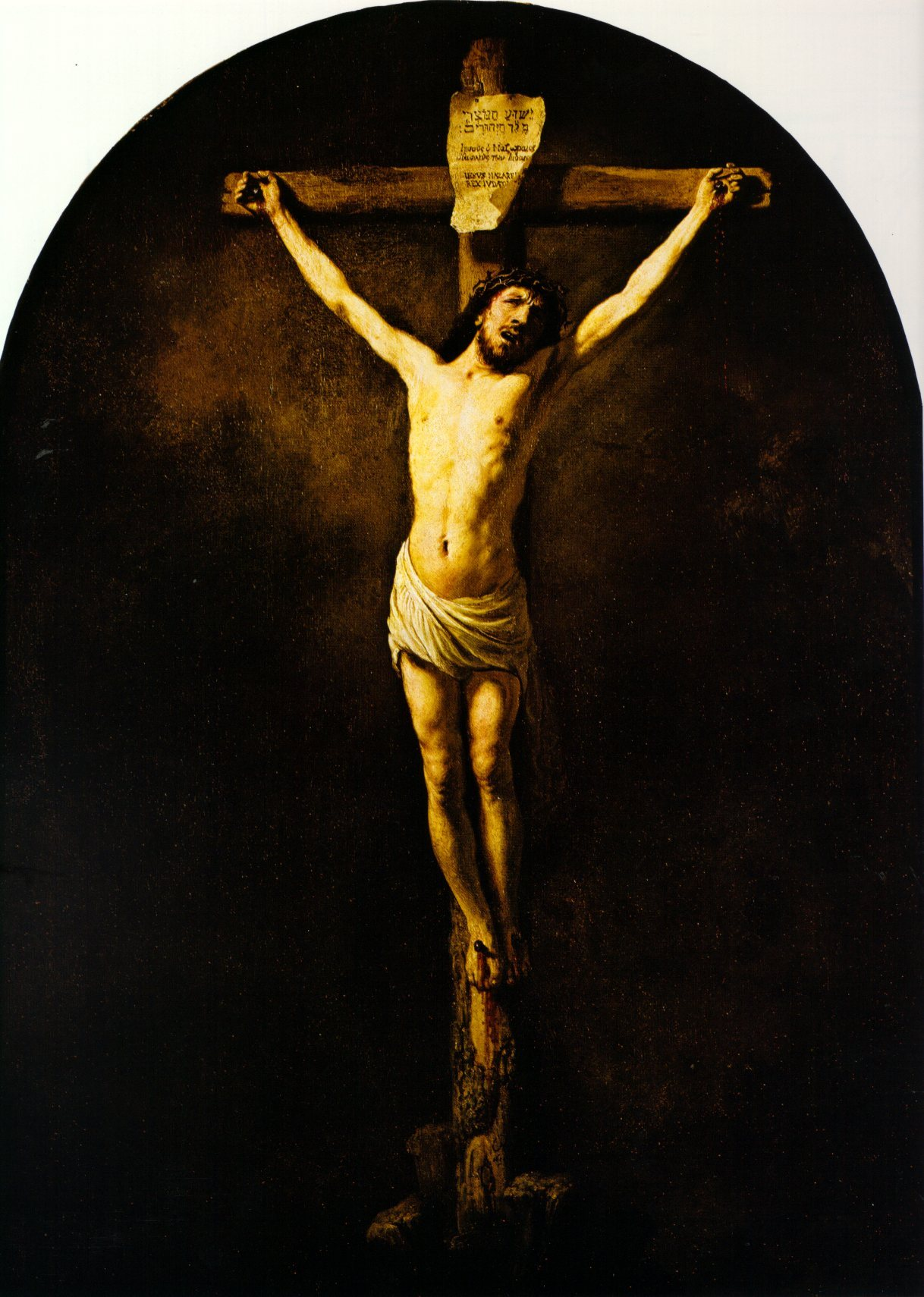
Le Christ en croix de Rembrandt

## Christ en Croixde Rembrandt
Le Christ en croix peint par Rembrandt est daté de 1631. La dimension du tableau montre que ce n'était pas un tableau d'église mais une peinture de dévotion. Le tableau réapparaît en 1804 dans la famille Duffour qui était installée à Dunkerque depuis la fin du XVIIIe siècle ; elle l'a offert à sa paroisse d'origine Saint-Vincent du Mas-d'Agenais. Le tableau a été déposé dans la sacristie où il est découvert en 1850 par Eugène de Lonlay. Il est alors restauré à Paris dans les musées impériaux.
Le tableau a été classé à titre d'objet en 1918.

## Stalles
Les stalles du chœur ont été réalisés par l'atelier de la famille Tournié pour l'abbaye bénédictine de La Réole. Le bail à besogne a été passé entre Dom Nicolas Bégué, prieur du prieuré Saint-Pierre de La Réole, et Jean II Tournié, de Gourdon, le 30 mai 1691, devant maître Vergnol, notaire à Villefranche-sur-Lot. Le baill prévoyait 63 stalles, 18 stalles hautes et 13 stalles basses de chaque côté de la stalle centrale. Il n'en reste plus aujourd'hui que 49, 14 ont donc été perdues.
Les stalles ont dû être transportées au Mas-d'Agenais, vers 1803. À cette date, en effet, la chaire commandée en même temps que les stalles a été déplacée dans la chapelle de l'hôpital de La Réole.
Les stalles ont été classées en 1840.